# 자이언츠 스타디움
자이언츠 스타디움(Giants Stadium)은 미국 뉴저지주 이스트러더퍼드에 있던 경기장이다. 과거 NFL 뉴욕 자이언츠와 뉴욕 제츠 그리고 MLS 뉴욕 레드불스 그리고 USFL 뉴저지 제너럴스, XFL 뉴욕/뉴저지 히트맨의 홈구장으로 사용했으며, 2005년 허리케인 카트리나로 인해 뉴올리언스 세인츠의 임시 홈구장으로 사용했다.
2010년 자이언츠 스타디움이 철거된 후 이 자리에는 현재 메트라이프 스타디움이 자리잡고 있다.